# Llengua stoney
El stoney, també anomenat nakoda o assiniboine d'Alberta, és una llengua sioux dakota de les Planes del Nord, parlada per 3.155 individus de la Primera Nació Nakoda a Alberta. És estretament relacionada i comparteix trets distintius amb la llengua assiniboine, encara que és gairebé més intel·ligible amb aquesta que amb el dakota. El seu territori és a les muntanyes Rocoses entre Calgary i Edmonton.

## Fonologia
El stoney és el més divergent fonològicament de tots els dialectes dakota. No és mútuament intel·ligible amb la llengua assiniboine. Es diferencia d'altres dialectes dakota per una sèrie d'innovacions fonològiques:
- Les oclusives i l'africada glotalitzades, pʼ, tʼ, kʼ, t͡ʃʾ, s'han fos en una sèrie d'aspirades.
- Les fricatives s i z passen a θ i ð.
- Les fricatives velars, ɣ i x, esdevenen faringals.
- La contracció de síl·labes.
- Tendència a la desnasalització de vocals.
- Canvis d'accentuació.

## Vocabulari
- Un — Wazhi
- Dos — Nûm
- Tres — Yamnî
- Quatre — Ktusa
- Cinc — Zaptâ
- Home — Wîca
- Dona — Wîyâ
- Sol — Wa
- Lluna — Hâwi
- Aigua — Mini

## Diferències fonètiques d'altres idiomes dakotes
La següent taula mostra algunes de les principals diferències fonètiques entre els dos idiomes nakota (Stoney i assiniboine) i els tres dialectes (lakota, Yankton-yanktonai i Santee-Sisseton) de la llengua dakota, amb la que està estretament relacionada, però ja no són mútuament intel·ligibles amb stoney o assiniboine.
| Lakota  | Lakota            | Lakota            | Lakota          | Lakota          | Assiniboine | Stoney  |                        |
| Lakota  | Dakota occidental | Dakota occidental | Dakota oriental | Dakota oriental |             |         | glossa                 |
|         | Yanktonai         | Yankton           | Sisseton        | Santee          |             |         |                        |
| ------- | ----------------- | ----------------- | --------------- | --------------- | ----------- | ------- | ---------------------- |
| Lakȟóta | Dakȟóta           | Dakȟóta           | Dakhóta         | Dakhóta         | Nakhóta     | Nakhóda | autodesignació         |
| lowáŋ   | dowáŋ             | dowáŋ             | dowáŋ           | dowáŋ           | nowáŋ       | nowáŋ   | cantar                 |
| ló      | dó                | dó                | dó              | dó              | nó          | nó      | asseveració            |
| čísčila | čísčina           | čísčina           | čístina         | čístina         | čúsina      | čúsin   | petit                  |
| hokšíla | hokšína           | hokšína           | hokšína         | hokšída         | hokšína     | hokšín  | noi                    |
| gnayáŋ  | gnayáŋ            | knayáŋ            | hnayáŋ          | hnayáŋ          | knayáŋ      | hna     | enganyar               |
| glépa   | gdépa             | kdépa             | hdépa           | hdépa           | knépa       | hnéba   | vomitar                |
| kigná   | kigná             | kikná             | kihná           | kihná           | kikná       | gihná   | calmar                 |
| slayá   | sdayá             | sdayá             | sdayá           | sdayá           | snayá       | snayá   | engreixar              |
| wičháša | wičháša           | wičháša           | wičhášta        | wičhášta        | wičhášta    | wičhá   | home                   |
| kibléza | kibdéza           | kibdéza           | kibdéza         | kibdéza         | kimnéza     | gimnéza | recuperar la sobrietat |
| yatkáŋ  | yatkáŋ            | yatkáŋ            | yatkáŋ          | yatkáŋ          | yatkáŋ      | yatkáŋ  | beure                  |
| hé      | hé                | hé                | hé              | hé              | žé          | žé      | que                    |